# Jewa Wladimirowna Sokolowa
Jewa Wladimirowna Sokolowa (russisch Е́ва Влади́мировна Соколо́ва, engl. Transkription Eva Sokolova; * 25. März 1961 als Jewa Nikolajewa russisch Никола́ева, englisch Nikolayeva) ist eine ehemalige russische Leichtathletin, die sich auf den Hürdenlauf spezialisiert hat und die bis 1991 für die Sowjetunion an den Start ging. Ihren größten Erfolg feierte sie mit dem Vizehalleneuropameistertitel über 60 m Hürden 1994 in Paris.

## Sportliche Laufbahn
Erste internationale Erfahrungen sammelte Jewa Sokolowa im Jahr 1988, als sie bei den Halleneuropameisterschaften in Budapest mit 7,97 s im Halbfinale im 60-Meter-Hürdenlauf ausschied. Im Jahr darauf belegte sie bei der Sommer-Universiade in Duisburg in 12,93 s den fünften Platz über 100 m Hürden und 1993 gelangte sie bei den Weltmeisterschaften in Stuttgart mit 12,78 s im Finale ebenfalls auf Rang fünf. Im Jahr darauf gewann sie bei den Halleneuropameisterschaften in Paris in 7,89 s die Silbermedaille über 60 m Hürden hinter der Bulgarin Jordanka Donkowa und 1998 beendete sie ihre aktive sportliche Karriere im Alter von 37 Jahren.
1987 wurde Sokolowa sowjetische Meisterin im 100-Meter-Hürdenlauf sowie 1988 Hallenmeisterin über 60 m Hürden.

## Persönliche Bestleistungen
- 100 m Hürden: 12,70 s (0,0 m/s), 20. Juni 1989 in Sevilla
  - 60 m Hürden (Halle): 7,87 s, 20. Februar 1988 in Moskau